# Нерча
Нерча́ (Не́рча) — река в Забайкальском крае России, левый приток Шилки.

## География

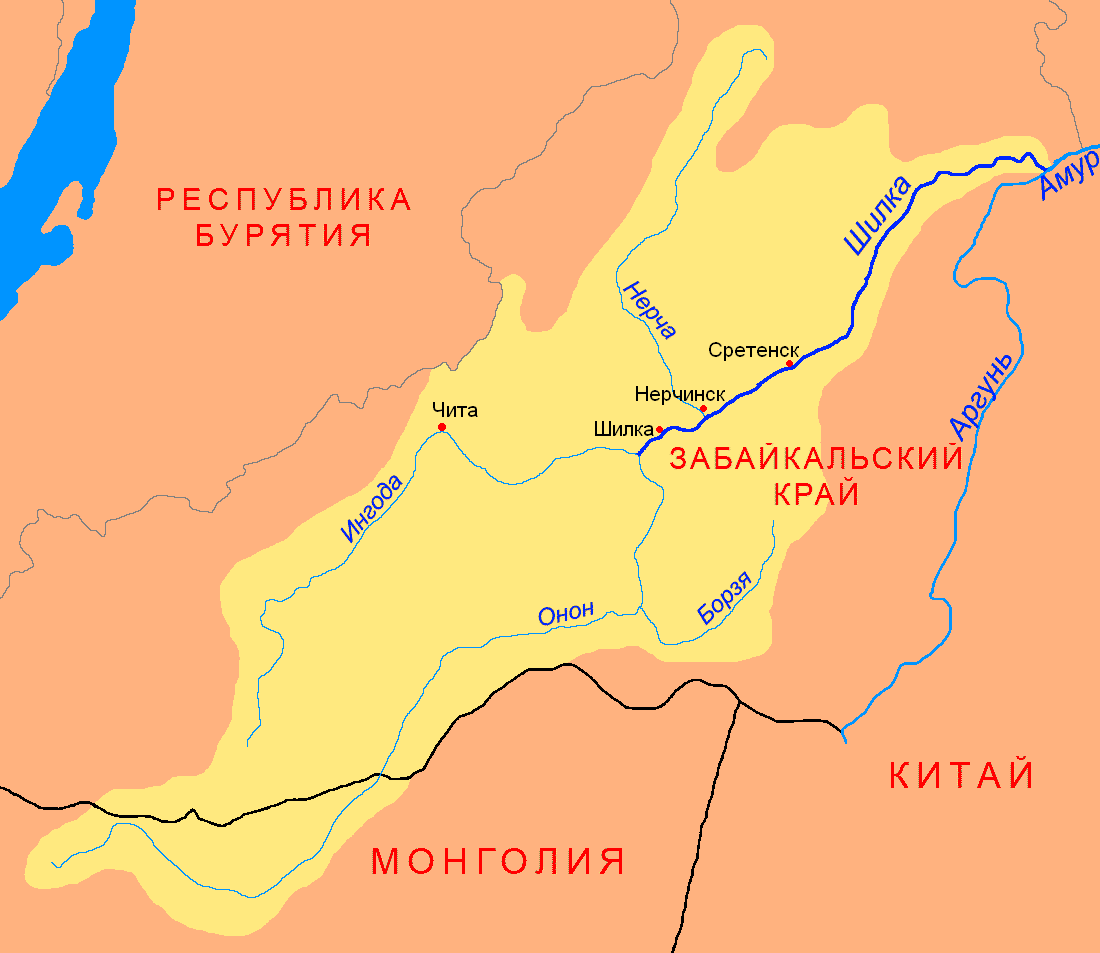
Бассейн Шилки

Длина реки — 580 км, площадь водосборного бассейна — 27 500 км². Берёт начало на склонах горы Чернышева Яблонового хребта, течёт в широкой долине. Впадает в Шилку несколькими рукавами.
Питание в основном дождевое. Среднегодовой расход воды — 90 м³/с. Замерзает в начале октября, в нижнем течении перемерзает с января до апреля; вскрывается в конце апреля — начале мая.
В 7 км от впадения в Шилку располагается город Нерчинск.

## Этимология
Название реки осмысливается из эвенкийского как «главная, ведущая, указывающая путь». Это связывают с тем что река ведёт из долины Шилки далеко на север в тайгу, которое был для эвенков основным местом охоты.

## Описание из справочника Брокгауза и Ефрона
Река Забайкальской области, левый приток реки Шилки, речной системы Амура. Берёт начало на склонах Яблонового хребта двумя верховьями: Талаконой и Безымянной; соединение обеих речек происходит под 54°22' северной широты и 135°16' восточной долгты и затем еще верст 30 река течёт под названием Нерчугинки; настоящее своё название получает приблизительно с 50 версты от истоков, после принятия множества речек. Первоначальное направление Н. на юго-запад, но в нижнем течении, с 53° северной широты, она течёт на юго-юго-восток. Длина течения около 400 верст, падение Н. от соединения верховьев и до устья 1585 футов; течение быстрое; вода, благодаря каменистому дну, чистая и прозрачная. Ширина реки 40≈150 саженей, глубина 4≈8 футов. В 1896 году один частный амурский пароход поднялся с грузом по Н. на 100 верст выше Нерчинска. Берега реки вообще пологие, но с обеих сторон сопровождаются невысокими горами, состоящими из гранитов, гнейсов, слюдяных, глинистых и кремнистых сланцев и других пород. В верхнем течении Н. долина весьма широка, 10≈15 верст, покрыта тучными пастбищами. В нижнем течении, близ города Нерчинска, речная долина суживается до 3≈4 верст; идущие здесь параллельно берегам горные хребты прорезаны падями, частью сухими заросшими кустарниками; по некоторым падям сбегают родники. Против города Нерчинска течение реки Н. разделяется на несколько рукавов, которые омывают острова, также покрытые кустарниками. В 4 верстах ниже города Н. впадает в Шилку тремя рукавами. В верхнем течении Н. её долина богата древесными породами, среди которых преобладает лиственница; сплав леса является, поэтому, главным занятием прибрежного населения. До 1896 г. на Н. не имелось ни пристаней, ни постоянных мостов: теперь строится близ Нерчинска железнодорожный мост и пристань. Н. принимает в себя с правой стороны речку Ульдургу, с левой — Нерчуган.